# جان لاندو (تهیه‌کننده)
جون لاندو (انگلیسی: Jon Landau; ا۲۳ ژوئیه ۱۹۶۰ – ۵ ژوئیه ۲۰۲۴) تهیه‌کننده فیلم اهل ایالات متحده آمریکا بود.

## فیلم‌شناسی
- دیک تریسی (۱۹۹۰)
- تایتانیک (۱۹۹۷)[۴]
- سولاریس (۲۰۰۲)[۴]
- آواتار (۲۰۰۹)[۴]
- آلیتا: فرشته جنگ (۲۰۱۹)
- آواتار ۲ (۲۰۲۰)[۴]
- آواتار ۳ (۲۰۲۵)[۴]